# La filla de d'Artagnan
La filla de d'Artagnan (títol original: La Fille de d'Artagnan) és una pel·lícula francesa de capa i espasa dirigida per Bertrand Tavernier, estrenada l'any 1994 amb Sophie Marceau, Philippe Noiret i Claude Rich. El guió està inspirat lliurement en dues novel·les: Els tres mosqueters i la seva continuació Vint anys després d'Alexandre Dumas. Ha estat doblada al català.

## Argument
La tardor de 1654, la jove i fogosa Éloïse, filla de l'heroic capità gascó d'Artagnan, digne del seu pare amb l'espasa, viu al seu convent l'homicidi de la mare superiora pel malvat duc de Crassac i la dona de vermell, Églantine de Rochefort, que es dediquen a la tracta de negres de l'Àfrica cap a les Amèriques i al comerç del Cafè. Creu endevinar un complot contra el jove i futur rei Lluís XIV de França i marxa cap a París per demanar l'ajuda al seu pare i advertir el jove rei i el seu primer ministre, el cardenal regent Mazzarino.-
Provoca una caça on el seu pare i els seus fidels amics espadatxins, els tres mosqueters Aramis, Athos, Porthos, encara que tots jubilats com a mosqueters del Rei, reprenen el servei per ajudar-lo en aquesta missió de paladí.

## Repartiment
- Sophie Marceau: Éloïse de Artagnan
- Philippe Noiret: D'Artagnan
- Claude Rich: Duc Clovis de Crassac
- Sami Frey: Aramis
- Jean-Luc Bideau: Athos
- Raoul Billerey: Porthos
- Charlotte Kady: Églantine de Rochefort
- Nils Tavernier: Quentin
- Luigi Proietti: Mazzarino
- Stéphane Legros: Lluís XIV de França
- Jean-Paul Roussillon: Planchet
- Pascale Roberts: la mare superior
- Emmanuelle Batalla: Germana Felicitat
- Christine Pignet: Germana Céline
- Fabienne Chaudat: Germana Frédégonde
- Josselin Siassia: el negre
- Jean-Claude Calon: el negrer
- Maria Pitarresi: Olympe
- Jean Martinez: el duc de Longueville
- Patrick Rocca: Bargas
- Michel Alexandre: l'alabarder
- Fanny Aubert: Germana Huguette
- Canto e Castro: el monjo mestre de cant
- Raymond Faucher: el pintor
- Filipe Ferrer: Conti
- Guilherme Filipe: el duc de Condé
- Philippe Flotot: l'ambaixador d'Espanya
- Adrien Frank: el jove germà
- Jean-Claude Frissung: el metge
- Yves Gabrielli: l'home de dreta
- Michel Ganz: el camperol

## Llocs de rodatge
El film ha estat rodat:
- al jardí dels panteons, catedral sant sacerdos, Sarlat e la Canedat,
- al castell de Biron,
- al castell de Beynac,
- al castell de Cases-Laffitte,
- al Palau de Vaux-le-Vicomte,
- a Portugal.

## Al voltant de la pel·lícula
- Guionista i productor del film amb la seva societat Little Bear, Bertrand Tavernier l'havia concebut com un homenatge al cinema de seria B, per l'abundància de l'acció, el ritme, les situacions reiterades i un lleuger decalatge, els herois d'abans apareixen com simpàtics vells xarucs però una mica sobrepassades. Havia confiat la direcció a Riccardo Freda, veterà italià del gènere, que havia tingut la idea del film, a qui admirava molt i que no hi havia rodat des de feia 14 anys. Però des del començament del rodatge, a aquest home, de 84 anys, li resulta impossible seguir. Tavernier va haver de reemplaçar-lo sobre la marxa.
- El títol suggereix que el paper principal havia de ser interpretat per Sophie Marceau mentre que els seus diàlegs són més aviat minsos. S'hi va queixar, exigint plans amplis i reclamant que es talli altres actors. « El meu públic no estima els vells ! Només em vol veure a mi ! » li engalta a un Tavernier atònit.[3]
- Es pot sentir música de Philippe Sarde recuperada del film Room service de Georges Lautner.
- 2 nominacions a les César 1995: Millor actor a un segon paper per Claude Rich, Millor música per Philippe Sarde.

## Crítica
- "Discret film que sota el comandament de Tavernier -poc especialitzat en aquest tipus d'històries-, i amb un pressupost més que folgat, no va aconseguir aixecar el vol com cabia d'esperar."[4]